# 우에다촌 (오카야마현 미쓰군)
우에다촌(上田村)은 오카야마현 미쓰군에 있던 촌이다.  현재의 기비추오정의 일부에 해당한다.

## 역사
- 1889년 6월 1일 - 정촌제 시행에 의해 쓰다카군 우에다촌이 성립하였다.
- 1900년 4월 1일 - 군의 통합에 의해 미쓰군이 되었다.
- 1904년 12월 1일 - 도미쓰촌과 합병해 엔조촌이 신설하여 폐지되었다.

## 참고문헌
- 角川日本地名大辞典 33 岡山県
- 『市町村名変遷辞典』東京堂出版、1990年。